# Ekenäs bruk

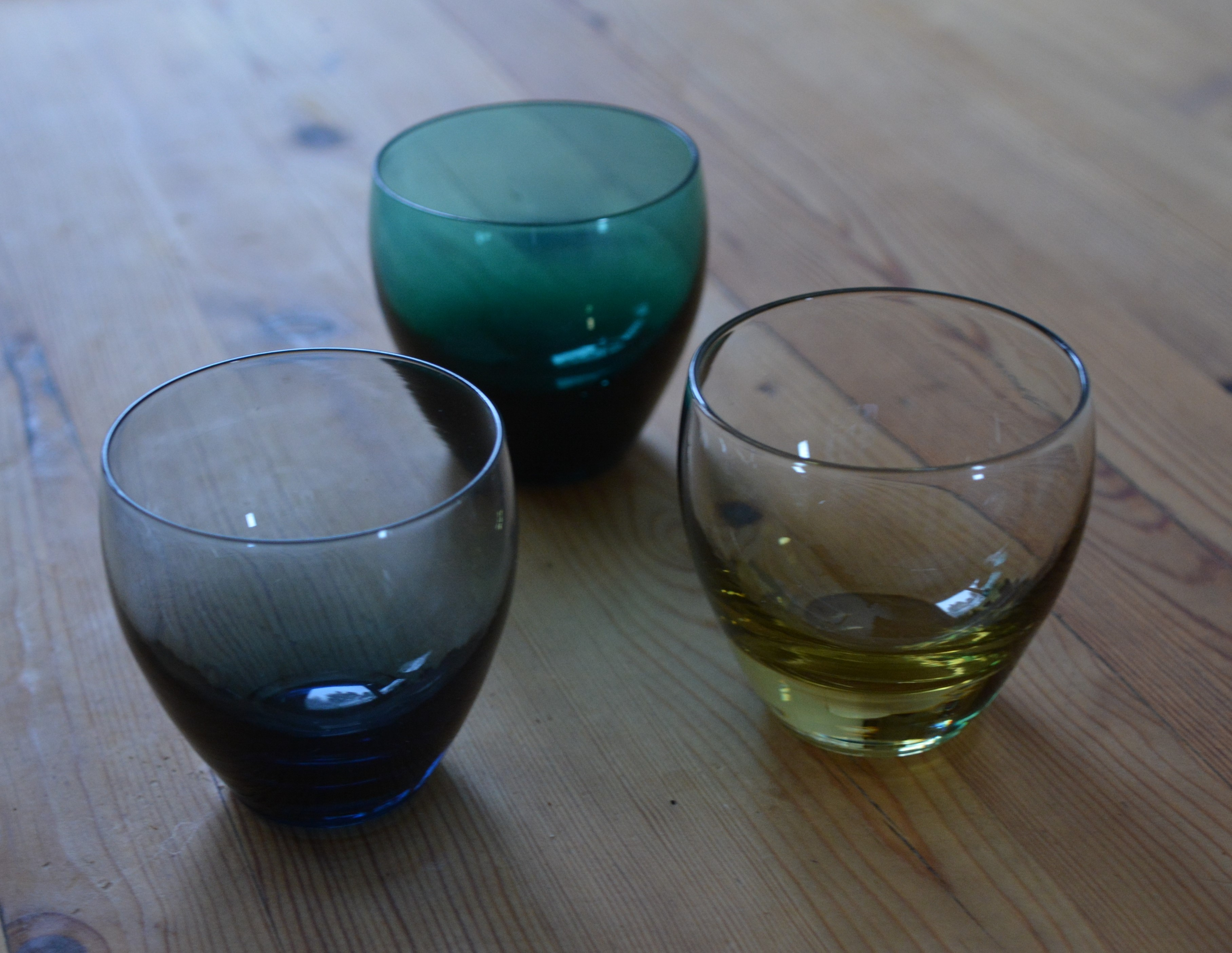
Glas av Edvin Ollers från Ekenäs glasbruk.

Ekenäs bruk AB var ett glasbruk i Ekenässjön i Vetlanda kommun.
Ekenäs glasbruk grundades 1917. Det köptes efter en konkurs 1922 av Sven Westberg (1883–1962), vilken ledde det till 1962. Därefter drevs det av medlemmar av familjen Tell tills det lades ned 1976.
Greta Runeborg-Tell och John-Orwar Lake var konstnärliga ledare och knutna till glasbruket 1942–1952, respektive 1953–1976. Andra formgivare var Edvin Ollers 1946–1947, Astrid Rietz på 1940-talet och Michael Bang 1966–1968.